# Edouard Fachleitner
Edouard Fachleintner (Santa Domenica d'Albona, 24 febbraio 1921 – Manosque, 18 luglio 2008) è stato un ciclista su strada e dirigente sportivo italiano naturalizzato francese nel giugno del 1939. Professionista dal 1943 al 1951, vinse il Critérium du Dauphiné Libéré nel 1948 e il Tour de Romandie nel 1950, nella stagione 1947 fu secondo al Tour de France e ottenne diversi piazzamenti che gli permisero anche di essere convocato per i campionati del mondo che concluse quinto.

## Palmarès
- 1942

Grand Prix du Grenoble
- 1943

Grand Prix de l'Industria du cycle - Coupe Marcel Vergeat
- 1945

Grand Prix des Alpes
2ª tappa Grand Prix d'Armagnac
Classifica generale Grand Prix d'Armagnac
- 1946

Ajaccio-Bastia
Circuit Grand-Combien
Grand Prix de Manosque
Criterium de la Republic du Soud-Ouest
- 1947

Grand Prix de Manosque
Grand Pirx de Tence
Classifica generale Circuit du Mont Ventoux
11ª tappa Tour de France
- 1948

Classifica generale Critérium du Dauphiné Libéré
- 1950

Classifica generale Tour de Romandie
Grand Prix de Cannes

### Altri successi
- 1946

Ronde d'Aix-en-Provence (criterium)
- 1947

Souvenir Ferreol a Aix
Circuito di Valenciennes
Circuito di Hautmont

## Piazzamenti

### Grandi Giri
- Tour de France

1947: 2º
1948: ritirato (7ª tappa)
1949: ritirato (17ª tappa)
1952: ritirato (5ª tappa)

### Classiche monumento
- Milano-Sanremo

1949: 6º
1950: 9º
1951: 27º
- Parigi-Roubaix

1944: 51º
1947: 7º

### Competizioni mondiali
- Campionati del mondo

Reims 1947 - In linea: 5º